# عصر النهضة البندقية

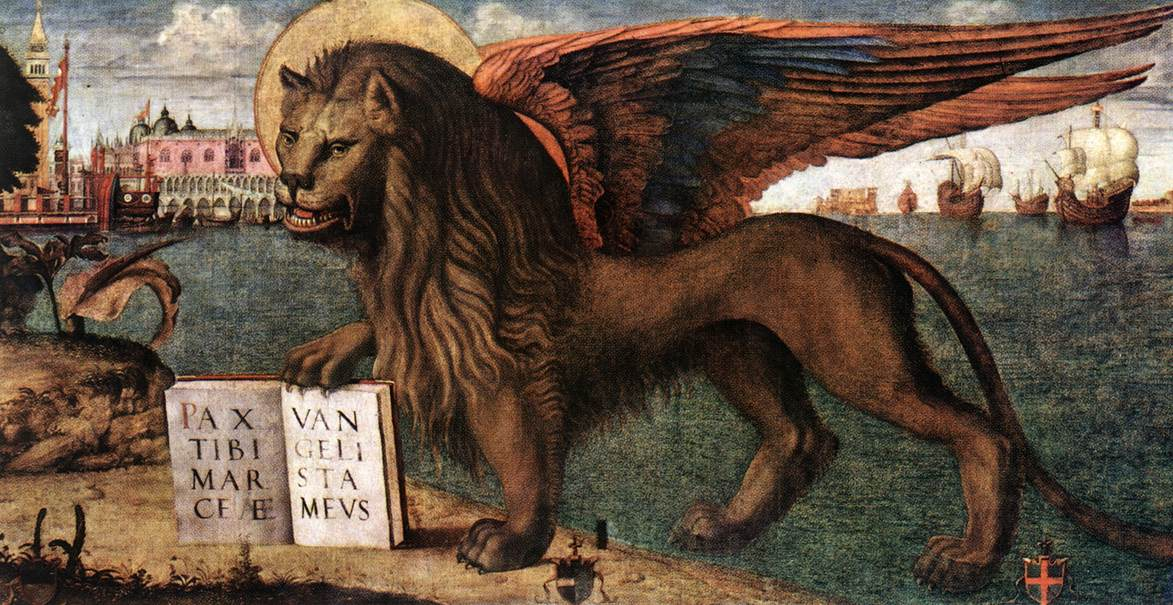

كان لعصر النهضة البندقية طابع مميز مقارنة بالنهضة الإيطالية العامة في أماكن أخرى. وكانت جمهورية البندقية من الناحية الطوبوغرافية متميزة عن بقية المدن في عصر النهضة في إيطاليا نتيجة لموقعها الجغرافي الذي عزل المدينة سياسيًا، واقتصاديًا، وثقافيًا، وسمح للمدينة متابعة ملذات الفن. لم يتوقف تأثير الفن البندقاني عن الاستمرار حتى نهاية عصر النهضة. استمرت ممارساتها من خلال أعمال نقاد الفن والفنانين التي انتشرت في جميع أنحاء أوروبا حتى القرن التاسع عشر.
رغم الانحدار الطويل في القوة السياسية والاقتصادية للجمهورية الذي بدأ قبل عام 1500، بقت البندقية في ذلك التاريخ «أغنى وأقوى وأكبر مدينة إيطالية من حيث عدد السكان» وسيطرت على مناطق مهمة في البر الرئيسي، مثل تيرافيرما، التي شملت العديد من المدن الصغيرة مع مساهمة الفنانين بالمدرسة البندقية، ولا سيما بادوفا، وبريشا، وفيرونا. شملت أراضي الجمهورية أيضًا إستريا، ودالماسيا، والجزر. في الواقع، «نادرًا ما كان الرسامون من البندقية الرئيسيون في القرن السادس عشر من سكان المدينة الأصليين»، وبعضهم عمل في الغالب في مناطق الجمهورية الأخرى، أو أبعد من ذلك. وينطبق الشيء نفسه على المهندسين المعماريين في البندقية.
على الرغم من أن البندقية لم تكن بأي حال من الأحوال مركزًا مهمًا للنهضة الإنسانية، إلا أنها كانت بلا شك مركزًا لنشر الكتب في إيطاليا، وهي مهمة جدًا في هذا الصدد. وُزعت الطبعات البندقية  في جميع أنحاء أوروبا. كان ألدو مانوتسيو من أهم الناشرين، رغم أنه لم يكن الوحيد.

## اللوحات
كانت للوحات البندقية  قوة رئيسية في لوحات عصر النهضة الإيطالي وما بعده. بدءًا من أعمال جوفاني بيليني (1430-1516) وشقيقه جينتيلي بيليني (1429-1507)، وورش العمل، وشملت المدرسة البندقية كبار الفنانين مثل جورجوني (1477-1510)، وتيتيان (1489-1576)، وتينتوريتو (1518-1594)، وباولو فرونزه (1528-1588) وجاكوبو باسانو (1510-1592) وأولاده. يتعارض تقليد المدرسة البندقية مع مانييريزمو السائد في باقي أنحاء إيطاليا. كان لهذا الأسلوب تأثير كبير على التطور اللاحق للرسم الغربي.
انعكس الانسجام المتناغم والاستقرار والرقابة الحكومية الصارمة على البندقية في لوحاتها. كانت البندقية معروفة على نطاق واسع باحتفاظها بسمعة «الحرية المطلقة، والتدين الذي لا يتزعزع، والوئام الاجتماعي، والنوايا السلمية الثابتة». كانت البندقية هي المدينة الرائدة في دعم الاستفادة من الرعاية الفنية باعتبارها «ذراعًا للحكومة» في إدراكها لإمكانات الفن كأصل سياسي.
مالت بقية إيطاليا إلى تجاهل لوحات البندقية أو التقليل من شأنها، كان إهمال جورجو فازاري للمدرسة في الطبعة الأولى من كتابه حياة أفضل الرسامين والنحاتين والمهندسين المعماريين في عام 1550 واضحًا لدرجة أنه أدرك أنه بحاجة إلى زيارة البندقية للحصول على مواد إضافية من أجل نسخته الثانية عام 1568. على النقيض من ذلك، كان الأجانب، الذين كانت البندقية في كثير من الأحيان أول مدينة إيطالية كبرى يزورونها، يشعرون دائمًا بارتياح كبير فيها، وبعد البندقية، أصبحت أفضل المجموعات موجودة الآن في المتاحف الأوروبية الكبيرة بدلًا من المدن الإيطالية الأخرى. على مستوى الإمارة، كان فناني البندقية يميلون إلى أن يكونوا الأكثر رواجًا للجان في الخارج، مثل تيتيان وغيره، وفي القرن الثامن عشر قضى معظم الرسامين الماهرين فترات طويلة في الخارج، بنجاح كبير بشكل عام.
استمرت الأساليب التقليدية للأسلوب البيزنطي حتى عام 1400، قبل أن يبدأ الأسلوب المهيمن في التحول إلى القوطية العالمية والنهضة الإيطالية لأول مرة في البندقية بواسطة غوارينتو دي آربو، وجنتيلي دا فابريانو، وبيزانيلو عندما كُلفوا بزخرفة اللوحات الجصية لقصر دوجي.
من المعروف أن رمز البندقية هو العذراء أو الإلهة فينوس، لكن أسد مار مرقس هو أقدم رمز للجمهورية وأكثرها عالمية. والأسد هو الرمز الذي يرحب بالغرباء في المدينة، حيث يقع على قمة عمود في قصر بيازيتا، جنبًا إلى جنب مع الهياكل العمومية الأخرى مثل أبواب المدينة والقصور. تمثل رسوم الأسود في اللوحات أهمية القديس بصفته راعي مدينة البندقية.
مثال على ذلك صبغ قماش لوحة فيتوري كارباتشي، أسد القديس مرقس، 1516. الصورة القوية للأسد المصوَّر بعلامات إلهية للهالة والأجنحة، التي تشير إلى كتاب مفتوح به نقوش تشير إلى حمايته المدينة.